# イッサ・カボレ
イッサ・カボレ（フランス語: Issa Kaboré, 2001年5月12日 - ）は、ブルキナファソのサッカー選手。ブルキナファソ代表。ヴェルダー・ブレーメン所属。ポジションはDF。

## クラブ歴
2019年8月28日にライモFCからKVメヘレンに移籍しプロとなった。
2020年7月29日にマンチェスター・シティFCに完全移籍、同時に2020-21シーズンもメヘレンに期限付き移籍の形で残留する事が発表された。
2022年8月31日、オリンピック・マルセイユにレンタル移籍した。
2023年7月21日、ルートン・タウンFCにレンタル移籍した。

## 代表歴
2019年6月9日に行われたコンゴ民主共和国代表との親善試合でブルキナファソ代表初出場を記録した。

## タイトル

### 個人
- アフリカネイションズカップ最優秀若手選手 : 2021